# Qualificazioni al campionato mondiale di calcio 2010 - CAF - Seconda fase, gruppo 4

## Classifica
| Paese              | P.ti | G | V | P | S | GF | GS | DR |
| ------------------ | ---- | - | - | - | - | -- | -- | -- |
| Nigeria            | 18   | 6 | 6 | 0 | 0 | 11 | 1  | 10 |
| Sudafrica          | 7    | 6 | 2 | 1 | 3 | 5  | 5  | 0  |
| Sierra Leone       | 7    | 6 | 2 | 1 | 3 | 4  | 8  | -4 |
| Guinea Equatoriale | 3    | 6 | 1 | 0 | 5 | 4  | 10 | -6 |

- La  Nigeria passa alla fase finale.

## Risultati

### Primo turno
| Arbitro: | Coffi Codjia |

|                        |           |  |
| Carolino 47’ Dyowe 57’ | Marcatori |  |

| Arbitro: | Koman Coulibaly |

|                      |           |  |
| Uche 10’ Nwaneri 44’ | Marcatori |  |

### Secondo turno
| Arbitro: | Sam Korti |

|  |           |          |
|  | Marcatori | 89’ Yobo |

| Arbitro: | Abdou Diouf |

|                                        |           |                   |
| Dikgacoi 9’ 93’ Moriri 33’ Fanteni 62’ | Marcatori | 78’ (rig.) Edjogo |

### Terzo turno
| Arbitro: | Lassina Pare |

|                      |           |  |
| M. Kallon 22’ (rig.) | Marcatori |  |

| Arbitro: | John Mendy |

|  |           |         |
|  | Marcatori | 5’ Yobo |

### Quarto turno
| Arbitro: | Jamel Ambaya |

|                       |           |  |
| Yakubu 45+1’ Uche 84’ | Marcatori |  |

| Atteridgeville 21 giugno 2008, ore 15:00 | Sudafrica    | 0 – 0 referto | Sierra Leone | Super Stadium (12.000 spett.)\| Arbitro: \| Divine Evehe \| |
| Arbitro:                                 | Divine Evehe |               |              |                                                             |

### Quinto turno
| Arbitro: | Noumandiez Doué |

|                     |           |                   |
| Conteh 30’ Suma 73’ | Marcatori | 83’ (rig.) Bodipo |

| Arbitro: | Verson Lwanja |

|  |           |          |
|  | Marcatori | 69’ Uche |

### Sesto turno
| Arbitro: | Welington Kaoma |

|                                               |           |                 |
| Obodo 20’ Obinna 34’ Odemwingie 45’ Odiah 50’ | Marcatori | 31’ (aut.) Yobo |

| Arbitro: | Kokou Djaoupe |

|  |           |               |
|  | Marcatori | 9’ Tshabalala |